# 謝菲·費烈曼
謝菲·費烈曼（Jeffrey Friedman，1951年8月24日—）是一名美國製片人、導演、監製、編劇及剪接師。他曾於1990年第62屆奧斯卡金像獎上憑《人人手中線：愛滋被單的故事》（Common Threads: Stories from the Quilt）獲最佳紀錄片獎。
他多次與罗布·爱泼斯坦合作導演不同的電影。

## 作品
- 《人人手中線：愛滋被單的故事》（Common Threads: Stories from the Quilt）
- 《活著就是為了作證》
- 《電影中的同志》
- 《詩吼》
- 《深喉女神》（Lovelace）

## 外部連結
- Jeffrey Friedman在互联网电影资料库（IMDb）上的資料（英文）